# 石中立
石中立（972年—1050年），字表臣，宋朝河南府洛阳县（今河南省洛阳市）人。宋仁宗时参知政事。石熙载次子。
石中立十三岁孤，性情疏旷好开玩笑，他人不以为怒。初补西头供奉官，五年后，改任光禄寺丞。家财让给叔父们，无所爱。擢升为直集贤院，与李宗谔、杨亿等人友善。校雠秘书，凡经其手的图书，人争相而传。后转任三司理欠凭由司。宋仁宗到亳州，命他编修所过图经。为盐铁判官，转任尚书礼部侍郎判吏部南曹。改判户部勾院，因为举官不当，转任户部郎中、史馆修撰，罢审官院。不久，入为翰林学士，判秘阁。景祐四年（1037年）拜参知政事。次年，被弹劾罢副相，以户部侍郎为资政殿学士，领通进银召司。转任吏部侍郎，以太子少傅致仕，转任少师。皇祐二年（1050年）石中立卒，赠太子太傅，谥号文定，有文集二十卷。